# Игнат Дамянов
Игнат Алексиев Дамянов е български футболист, полузащитник, състезател на ПФК Светкавица (Търговище).

## Биография
Роден е на 13 юли 1987 г. в София. Започва своята кариера в детската школа на Славия, при треньора Иван Хайдерлиев.
След като преминава през всички формации на клуба, през есента на 2005 г. подписва първи професионален договор и играе за Славия. През пролетта на 2007 г. е преотстъпен на Миньор (Бобов дол), а по-късно играе за тима на ФК Сливнишки герой (Сливница). През 2010 година подписва с отбора на ОФК Доростол (Силистра), а от 2011 година е част от ПФК Светкавица (Търговище). От лятото на 2012 е футболист на Добруджа Добрич.
За младежкия национален отбор има 1 мач.

## Статистика по сезони
- Славия - 2005/пр. - А ПФГ, 1 мач/0 гола
- Славия - 2005/ес. - А ПФГ, 3/1
- Миньор (Бд) - 2007/пр. - Б ПФГ, 1/0
- ФК Сливнишки герой (Сливница) - 2008-2009 - В АФГ
- ОФК Доростол (Силистра) 2010-2011
- ПФК Светкавица (Търговище) 2011 -
- ПФК Добруджа (Добрич)) 2012